# Gouy-les-Groseillers
Gouy-les-Groseillers è un comune francese di 40 abitanti situato nel dipartimento dell'Oise della regione dell'Alta Francia.

## Società

### Evoluzione demografica
Abitanti censiti